# Jan Jerzy Grabowski
Jan Jerzy Grabowski herbu Oksza (ur. ? na Litwie, zm. 1789) – generał lejtnant wojsk armii koronnej, generalny inspektor jazdy litewskiej, marszałek utworzonej w 1767 dysydenckiej konfederacji słuckiej.

## Życiorys
Pochodził z rodziny szlacheckiej, od wieków związanej z kościołem ewangelicko reformowanym. Miał dwóch braci generałów: Michała Grzegorza Grabowskiego i Pawła Grabowskiego.
Z pierwszej żony i współwyznawczyni Joanny Gruszczyńskiej miał między innymi dwóch synów: Pawła Jerzego generała i Jerzego generalnego inspektora wojsk litewskich. W 1769 roku poślubił Elżbietę Szydłowską. Większość dzieci z tego związku była naprawdę dziećmi króla Stanisława Augusta Poniatowskiego i była wychowywana na katolików. Jednym z nich był Stanisław Grabowski.
Od wczesnej młodości służył w wojsku litewskim, doszedł do stanowiska pułkownika regimentu konnego gwardii. W 1782 uzyskał patent generała lejtnanta jako dowódca 1 Dywizji Litewskiej, jednocześnie szef swojego regimentu. W 1784 był jedynym posłem dysydenckim w Polsce, ale żadnej roli nie odegrał. Wbrew nadziejom dysydentów król nie powołał go do Senatu, zapewne nie chcąc narażać się duchowieństwu katolickiemu.
W 1767 roku został odznaczony rosyjskim Orderem Świętego Aleksandra Newskiego.